# ストーリーオブワイン
『ストーリーオブワイン』（스토리 오브 와인）は、2008年に製作された韓国の映画。監督・脚本はイ・チョルハ（李澈河）。

## あらすじ
ワインに縛られた友情、愛、別離の話を感性的に盛り出したドラマ。

## キャスト
- イ・ギウ
- パク・グリナ
- ノ・ミヌ
- ソ・ヒョンジン
- マルコ
- イン・ホジン
- Sweet Sorrow

## 楽曲
- テーマソング：『ようやく（イジェソヤ）』(原題：『이제서야』、歌：少女時代、サニー (써니)）[1]